# Christophe Mirmand
Christophe Mirmand (Constantina, 22 de julio de 1961) es un político francés que fue nombrado ministro de Estado de Mónaco en 2025. De 2020 a 2025, se desempeñó como prefecto de Bocas del Ródano y Provenza-Alpes-Costa Azul.

## Biografía
Nacido en Constantina, Argelia francesa, Christophe Mirmand estudió administración en la Universidad Paris-Dauphine, luego continuó en la Escuela Nacional de Administración. También tiene un máster en derecho internacional y europeo en Sciences Po.
De 2006 a 2025, fue sucesivamente prefecto de varios departamentos franceses: Alto Loira, Saboya, Alpes Marítimos, Córcega del Sur, Ille y Vilaine y Bocas del Ródano.
En 2020, Christophe Mirmand fue secretario general del Ministerio del Interior durante los primeros meses de la pandemia de Covid-19. A partir de 2021, se hace cargo del programa urbanístico Marsella a lo grande.
En enero de 2025, fue nombrado director del gabinete del ministro de Ultramar, Manuel Valls.
El 3 de julio siguiente, Mirmand fue nombrado Ministro de Estado de Mónaco por el príncipe Alberto II, tras la renuncia de Philippe Mettoux. Asumió el cargo el 21 de julio, durante su juramento ante el príncipe Alberto II.